# 111558 Barrett
111558 Barrett este un asteroid din centura principală de asteroizi.

## Descriere
111558 Barrett este un asteroid din centura principală de asteroizi. A fost descoperit pe 6 ianuarie 2002 la Desert Moon de Berton L. Stevens. Asteroidul prezintă o orbită caracterizată de o semiaxă mare de 3,13 ua, o excentricitate de 0,05 și o înclinație de 11,4° în raport cu ecliptica.